# Allemagne (rivière)
Pour les articles homonymes, voir Allemagne (homonymie).
L’Allemagne ou ruisseau la Vieille Somme ou ru du vieux Saint-Nicolas est une rivière française des départements Oise et Somme, en région Hauts-de-France, en ancienne région Picardie et un affluent gauche du fleuve la Somme.

## Géographie
De 13,1 kilomètres de longueur, l'Allemagne prend sa source sur la commune de Fréniches à 89 mètres d'altitude.
Il coule globalement du sud-ouest vers le nord-est puis en faisant un grand de cercle retourne vers le nord-ouest.
Il conflue sur la commune de Voyennes, à 54 mètres d'altitude, en aval de la Beine et en amont de l'Ingon, presque en face de la Germaine affluent de rive droite.

### Communes et cantons traversés
Dans les deux départements de Oise et de la Somme, l'Allemagne traverse sept communes, deux dans l'Oise et donc cinq dans la Somme, et trois cantons :
- dans le sens amont vers aval : (source) Fréniches (60), Libermont (60), Esmery-Hallon, Muille-Villette, Eppeville, Hombleux Voyennes (confluence).

Soit en termes de cantons, l'Allemagne prend source dans le canton de Guiscard, traverse le canton de Ham, conflue dans le canton de Nesle, le tout dans les deux arrondissement de Compiègne et arrondissement de Péronne.

### Bassin versant
L'Allemagne traverse une seule zone hydrographique « l'Allemagne et le Canal de la Somme de l'écluse numéro 4 Offoy au Canal du Nord » (E613) pour une superficie de 304 km2.
Les cours d'eau voisins sont la Somme au nord et nord-est, la Beine à l'est, la Verse puis le canal latéral à l'Oise et l'Oise au sud-est et au sud, le canal du Nord au sud-ouest et au nord-ouest, l'Avre et le canal du Nord à l'ouest.

### Organisme gestionnaire
L'Organisme gestionnaire est l'AMEVA ou syndicat mixte d'aménagement et de valorisation du bassin de la Somme

## Affluents
L'Allemagne a six affluents référencés :
- le ru de l'Abbaye (rd[note 2]), 4 km, sur les quatre communes de Fréniches, Guiscard, Flavy-le-Meldeux, Esmery-Hallon avec deux affluents :
  - la Ferme du Bois Bonneuil (rd), 1,7 km, sur la seule commune de Flavy-le-Meldeux.
  - Le Bonneuil (rg), 2 km, sur les deux communes de Esmery-Hallon, Flavy-le-Meldeux.
- La Fontaine de Villette (rd), 2,5 km, sur les trois communes de Esmery-Hallon, Golancourt, Muille-Villette avec un affluent :
  - La Ferme de Bonneuil (rd), 2,9 km, sur les deux communes de Golancourt, Muille-Villette.
- La Folie (rd), 1,8 km, sur les deux communes de Muille-Villette et Eppeville.
- la Folie (rg), 2 km, sur la seule commune de Esmery-Hallon.
- La Vieille Somme (rg), 2 km, sur la seule commune de Eppeville avec un affluent :
  - La rivière la Vieille Somme (rg), 0,4 km, sur la seule commune de Eppeville
- l'Ancienne Beine (rg), 2,7 km, sur les deux communes de Hombleux et Eppeville

### Rang de Strahler
Donc son rang de Strahler est de trois.

## Hydrologie
Son régime hydrologique est dit pluvial océanique.

## Aménagemente et écologie

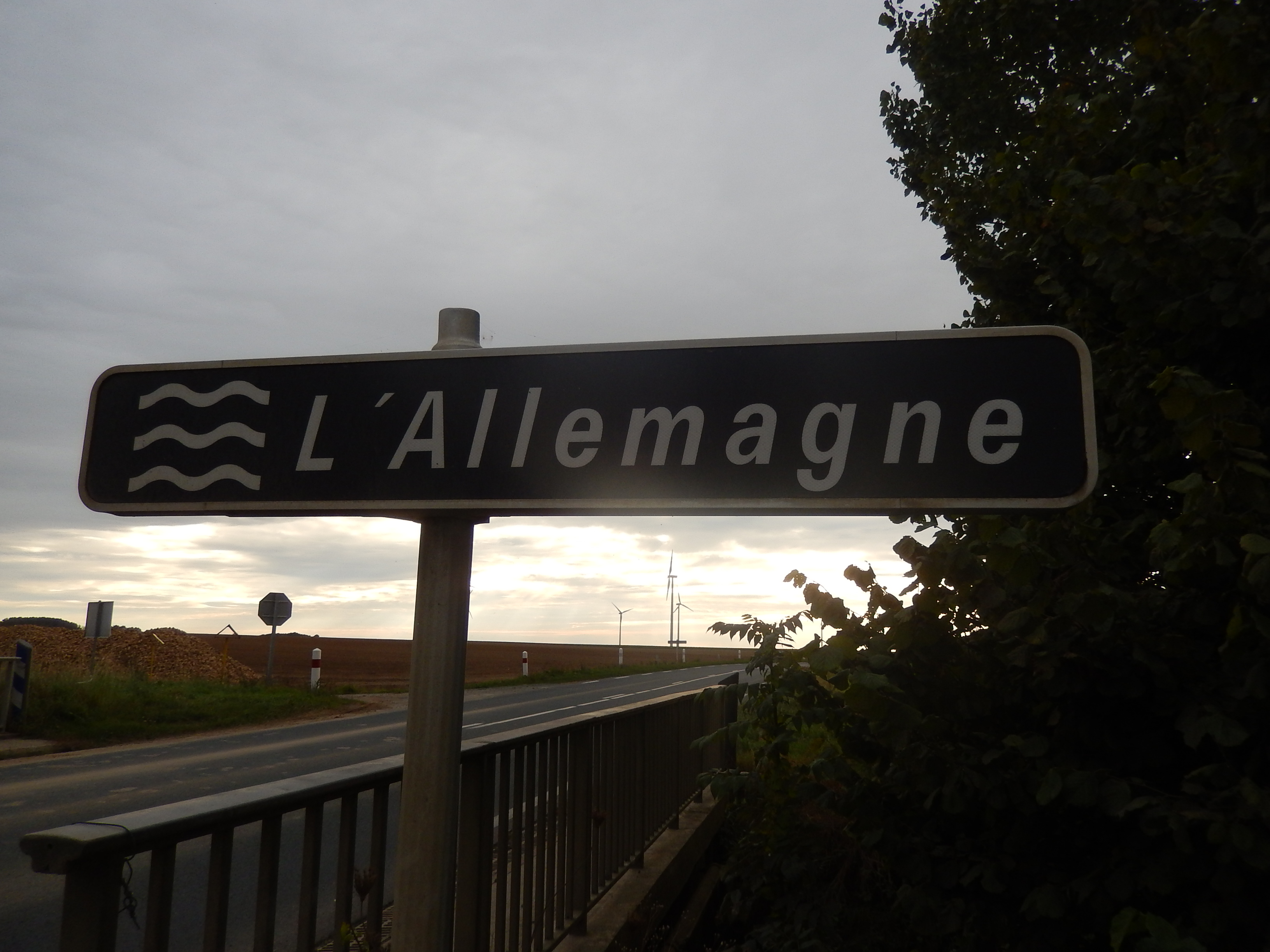
L'Allemagne au pont d'Allemagne à Eppeville.